# Мастер сновидений
«Мастер сновидений», «Повелитель сновидений», «Творец сновидений» (англ. The Dream Master) — роман американского фантаста Роджера Желязны.
Первое издание — в 1966 году. Повесть, на основе которой написан роман, опубликована в 1965 году в журнале «Амейзинг Сториз» под названием «Придающий форму» (He Who Shapes).

## Содержание
Роман посвящён вопросам исследования человеческой психики и так называемого «внутреннего космоса». 
Чарлз Рендер – практикующий  врач-нейросоучастник, он же Творец, он же Мастер снов. Он избавляет людей от неврозов путём погружения в «искусственный сон», виртуальную реальность, в которой доктор – активный участник. Врач определяет причину болезни, анализируя ассоциации. Одним из его пациентов был член сената Эриксон, сильно страдавший от одиночества. Рендеру удалось его вылечить. Однажды его пациенткой становится Эйлин Шалот, психолог, слепая от рождения. Она просит Рендера обучить её профессии нейросоучастника. Рендер после долгих уговоров и принимая во внимание привлекательную внешность Эйлин соглашается, несмотря на огромный риск: Творец сам может получить психические заболевания, от которых излечивает пациента. В ходе обучения  Эйлин Шалот фактически использует глаза Рендера, чтобы научиться воспринимать визуальные образы. Но во время одного из занятий что-то идет не так, и всё погружается во тьму…

## Премии
Исходная повесть в 1966 году стала лауреатом премии Небьюла.